# Chasmatopontius thescalus
Chasmatopontius thescalus is een eenoogkreeftjessoort uit de familie van de Dirivultidae. De wetenschappelijke naam van de soort is voor het eerst geldig gepubliceerd in 1990 door Humes.